# Ridee du pays de Josselin
Die Ridée du pays de Josselin ist ein bretonischer Reihen- oder Kreistanz mit 8 Schritten aus der Gegend Josselin. Sie gehört zur Familie der Laridé.

## Ausgangsposition
Die Tänzer stehen in einem Kreis, Seite an Seite. Der Körper ist immer zur Kreismitte gerichtet. Leichte Drehungen nach links oder rechts sollten vermieden werden. Die Tänzer fassen sich gegenseitig an den Fingern, dem Mittelfinger, Zeigefinger oder kleinem Finger.
Ursprünglich wurde die Ridée du pays Josselin ausschließlich in einem Kreis getanzt. Konzentrische Kreise waren nicht üblich. Heutzutage werden häufiger auch Ketten verwendet.
Der Abstand zwischen den Tänzern ist etwas größer als bei vergleichbaren Tänzen. Dieser Abstand ist besonders bei Schritt 4 notwendig.

## Grundschritt
Der Tanz besteht aus 8 Schlägen:
1. Linker Fuß nach links; Arme nach vorne
2. Rechter Fuß ran; Arme an Körperseite
3. Linker Fuß nach links; Arme nach vorne
4. Rechter Fuß ran; Arme auf Schulterhöhe
5. Linker Fuß nach links; Arme nach vorne
6. Rechter Fuß ran, kurz markieren, dann Gewicht wieder auf links; Arme runter
7. Gewicht auf rechts; Arme Vorwärtsschwung
8. Federn mit Gewicht auf rechts, linker Fuß leicht angehoben; Arme runter

## Stil
Die Füße bleiben nahe dem Boden, ohne dass die Füße auf dem Boden schleifen. Der Oberkörper hebt und senkt sich nur wenig in der Vertikalen. Die Bewegung nach links ist flott, nur mit einer kleinen Verlangsamung auf Schritt 6,7 und 8. Der Körper ist senkrecht, Neigungen des Oberkörpers in die Kreismitte sollten vermieden werden. Die Knie sind leicht gebeugt.

## Varianten
Die Einheit in dem Kreis wird durch obige Grundformel vorgegeben, so dass eine einheitliche Tanzpraxis entsteht. Innerhalb dieser Grenzen kann jeder Tänzer seine eigene Choreographie ausüben.
Schritt 4: Der rechte Fuß kann an verschiedenen Stellen gesetzt werden, wobei der rechte Fuß den linken nicht kreuzen darf. Eine Vorwärtsbewegung nach links darf nicht erfolgen. Der rechte Fuß darf knapp hinter dem linken Fuß gesetzt werden. Der rechte Fuß darf nach hinten gesetzt werden und dabei die Fußspitze nach rechts orientiert.
Schritt 6: Die Markierung erfolgt durch Absetzen des ganzen Fußes und kann auch an verschiedenen Stellen in der Nähe des linken Fußes erfolgen. Die Markierung darf aber nicht durch hörbares Aufstampfen erfolgen.
Gerade auf Wettkämpfen ist die Variante häufig zu sehen, bei denen bei Schritt 4 der rechte Fuß fasst hinter dem linken Fuß gekreuzt wird. Wodurch das Gewicht des Tänzers sich deutlich nach hinten verlagert.